# Feliciano de Córdoba
Feliciano (m. 61), fue un mártir cristiano del siglo I nacido en Córdoba.
Feliciano era amigo de Séneca a quien visitaba cuando iba a Roma. Allí se convirtió al cristianismo y al saber que Nerón perseguía a los cristianos acusándoles del incendio de Roma, se refugió en su patria. Pero fue preso y como se negara a sacrificar los ídolos, recibió la muerte en el año 61.